# 名馬グトルファフシと名剣グンフィエズル

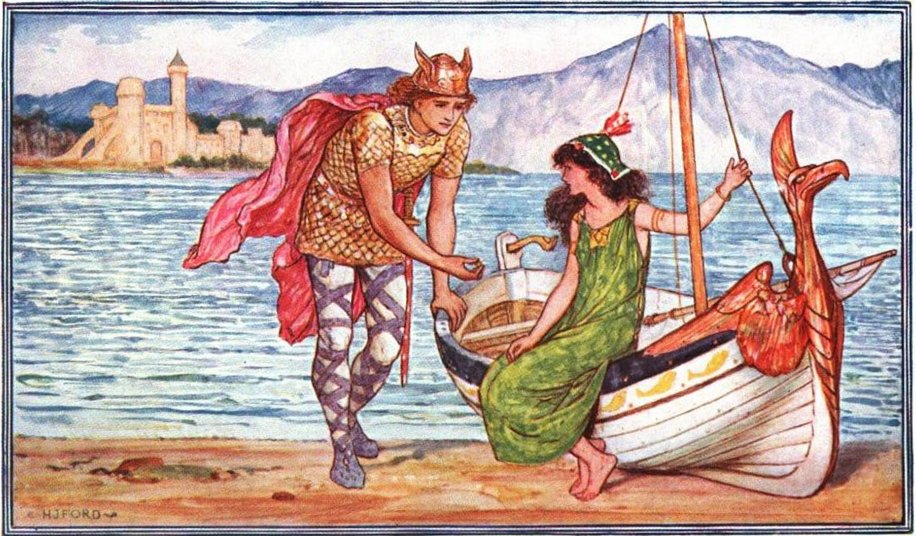
シグルズと、湖畔の船に遊ぶヘルガとの邂逅。画・ ヘンリー・ジャスティス・フォード

『名馬グトルファフシと名剣グンフィエズル』は 、アイスランドの民話。
邦訳はアンドルー・ラング編『べにいろの童話集』に所収、英文原題は"The Horse Gullfaxi and the Sword Gunnföder"。これもドイツ語からの重訳で、ヨーゼフ・ポエスチオン編『アイスランドお伽噺集』（1884年）所収から翻案されている。
よく似た馬名や剣名の登場するアイスランド民話は他にも数編、収集されている。

## 稿本
ラング編の底本は原語ではなくドイツ語のポエスチオン編『アイスランドお伽噺集』（Islandische Märchen、1884年）だった。ドイツ訳の原題は"Das Pferd Gullfaxi und das Schwert Gunnfjödur"。
ポエスチオンが使用したアイスランド語の原話は、ステイングリムル・トルステインソン教授をつてに入手したものであり、さらにいえば、その1冊のドイツ訳お伽噺集のなかで、この一篇だけがヨウン・アウルトナソン『アイスランドの伝説と民話』（第2巻、1864年）から採られたものではないのである。すなわちポエスチオンの民話集は、原則「口承の原話からの」翻訳であるのだが、この一篇のみ例外で、文献（写本）に書かれた話であった。
アイスランド語のテキスト（"Sagan af hestinum Gullfaxa og sverðinu Gunnfjöður"）は、1857-1870年頃の《JS 287 4to》紙写本（現在はアイスランド国立図書館所蔵）に書き残されたもので、ヨウン・アウルトナソンの収集を拡張した全6巻完全版『アイスランドの伝説と民話』の第4巻（1956年）に所収される。

## 要約
王と女王には、息子シグルド（アイスランド語: Sigurður）がいた。シグルド10歳のとき、女王は死んだ。王はやがて妻の墓前でインギボルグ（英語: Ingiborg;アイスランド語: Ingibjörg）という女性とよしみを通じ、再婚した。シグルドはこの継母によくなついてた。
シグルドは、父王の狩りに同行するよう前夜から継母に言いつけられていたが、いう事を聞かなかったのでベッド下に隠された。すると継母の姉妹の女巨人（原話では厳密には女トロール tröllkona）がやってきて、シグルドの行方を求めたので、居留守を使ってやり過ごした。2回目もまた別の女巨人がやてき来たが、同じようにあしらった。しかし3回目の女巨人は、帰り際、「もしシグルドが聞こえる近くにおるならば、その半身は焼き焦げ、半身は萎えよ。私を探し当てるまで、居てもたまらなくなれよ」と呪いをかけてしまった。
3人の女巨人を負かす
弱った体を平癒させるため、女巨人探訪に差し向わされたシグルドは、不思議な糸玉と3個の金の指輪を授けられた。そして継母の助言を受ける：糸玉を投げ落とせば、女巨人たちの元に導かれるだろう。女巨人は、シグルドを鈎竿（かぎざお）で引っかけ鍋にくべると脅迫するだろうが、指輪のひとつで買収すること。すると必ず相撲をとろうと言い出すから、受けて立つこと。戦いの途中で力尽きると、角杯を差し出すので、そのワインを飲めば力がついて、逆転して勝つことができる。その繰り返しで女巨人たちをすべて負かすがいい、と教示した。だがもしインギボルグの飼い犬がやってきて鼻づらから涙を流していれば、王妃の身の危険の徴候だから、すぐ継母を助けに馳せ参じよと注意した。シグルドが3つの岩山で出会った女巨人たちは、1番目から3番目にかけて順ぐりに大型になっていったが、指輪を土産に力比べをし、ワインを飲んで強くなり、3回とも別の技で押さえつけて勝利した。
巨人の娘、ヘルガと友達に
3番目の女巨人は敗北した後、シグルドに新たなる冒険への道を指し示した。遠からずところに湖があるから、そこで船で遊んでいる少女（ヘルガ）と親しくなれ、きっと良いことがある。かならずこの小さな金の指輪を渡すように。お前はもう元の力を取り戻したのだから、成功まちがいないだろう、と。シグルドは、昼間は彼女の遊び相手をし、夕方になると彼女の家に連れて行くようにせがんだ。ヘルガは自分の父親が恐ろしい巨人であることを理由に渋ったが、けっきょく承知した。
だが二人が家の戸に近づくやいなや、ヘルガは手袋を彼の頭上に振りかざし、シグルドを羊毛の束に変えた。父は帰宅すると家の隅々を探しまわり、「ここには人間の匂いがする」と言ったが、羊毛の匂いでしょ、とごまかされてしまった。（原話では「フッスム、フェイ、人間の匂いがこの洞穴にする」と掛け声で始まる）。2日目、彼女は羊毛の束を持って湖に出かけ、手袋をかざしてシグルド人間の姿に戻して遊んだ。夜はまた羊毛の束に戻して自宅に泊めた。3日目、父親が町に出掛けたため、ヘルガは任された鍵の束の環で家じゅうの戸を開けてまくって彼に見せて遊んだ。シグルドは、ヘルガが持っている鍵の1本を使わなかったことを見抜き、問いつめた。彼女は赤面して答えられなかった。シグルドはそのとき、まだ開けていない鉄扉の戸があることに気が付いた。しぶるヘルガは、わずかな隙間だけそれを開けることを承知した。
名馬と名剣

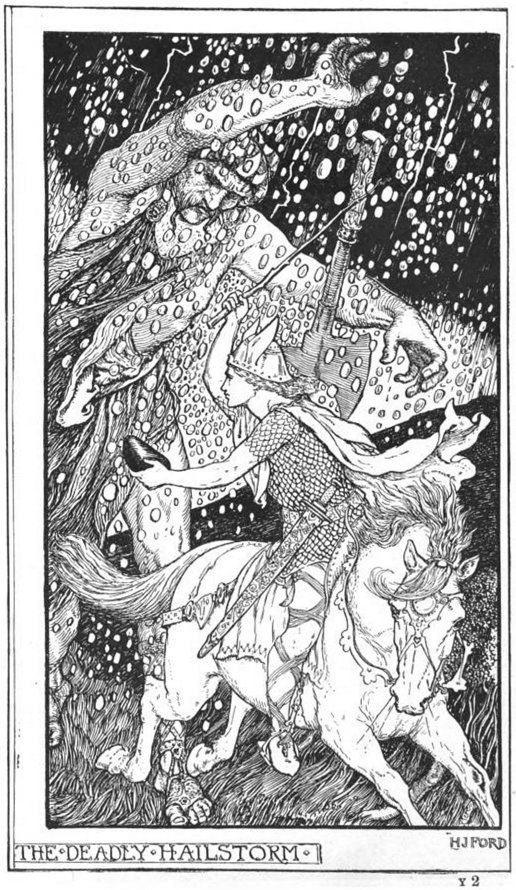
「必殺の雹の嵐」をお見舞いするシグルド。画・ ヘンリー・ジャスティス・フォード。

シグルドが重い扉を開くと、中にグトルファフシ（「金のたてがみ」、アイスランド語: gull [kʏtl̥] + faxi [faxːsɪ] ）という名馬と、グンフィエズル（「いくさの羽根かざり」）という名剣があった。剣には豪華な装飾があり、その柄には「この馬に乗りこの剣を佩く者、幸せ者となれり」としるされていた。シグルドは、馬具をすべて整えて馬を乗りまわしたいと所望し、ヘルガははじめ不可能だとつっぱねるが、結局説き伏せられて馬名と剣名を明かす。ラング版ではシグルドが「僕の父上は王様だけれど、こんなに綺麗な剣は持ってやしない。だってこの鞘の宝石だって父上の冠の大きなルビーより見事だもの」などの台詞があるが、原話やポエスチオンのドイツ語訳にはない描写である。ヘルガは、その馬や剣と具足一式をなす「小枝と棒と石」も一緒にシグルドに渡した。この馬に乗った者が、その小枝を後ろに投げればたちどころに森になり追跡者を妨げる。それでも駄目なら、棒で石を打つ（か「突く」）と、雹を伴う嵐を起こし、敵を滅ぼすのだ。 シグルドは馬に乗るや勝手に去ってしまい、ヘルガの父が追ってくると、小枝で深い森を生やし、それが斧で伐られると、ついに棒と石で雹嵐を起こし巨人を倒した。石: 帰途、インギボルグの犬に出くわし、彼は帰りを急いだ。すんでのところインギボルグを火刑に処そうとしている召使いたちを剣で皆殺しにし、無事に救出した。父王は、ついインギボルグがシグルドを殺したものだと早合点して病に伏せっていたが、その誤解を解いて安心させた。シグルドはヘルガを家に連れてきた。そして2人は結婚の宴を開き、幸せに暮らしたという。

## 再話
ルース・マニング＝サンダーズによる再話は、「Sigurd the King's Son」と改題されて、童話集『A Book of Ogres and Trolls』 (1972年)に編まれている。

## 類話
完全版『アイスランドの伝説と民話』には、登場人物などの設定は違うが、よく似た名の馬や剣が登場する類話が数編、収録される： 
- Glófaxi og Gunnfjöður[17]
- Sagan af hestinum Gullskó og sverðinu Gullfjöður[18]
- Þorsteinn karlsson og hesturinn Gullskór[19]
- Hesturinn Gullskór og sverðið Dynfjöður[20]